# 線緋鯉
線緋鯉為輻鰭魚綱鱸形目鱸亞目鬚鯛科的其中一種，分布澳洲海域，體長可達24公分，為底棲性魚類，生活在大陸棚，屬肉食性。